# Отоне
Ото̀не (на италиански: Ottone, на местен диалект Utùn, Утун) е село и община в северна Италия, провинция Пиаченца, регион Емилия-Романя. Разположено е на 510 m надморска височина. Населението на общината е 551 души (към 2013 г.).

## История
Общината Отоне е част от провинция Павия, регион Ломбардия до 1923 г., когато участва провинция Пиаченца.